# Zigmontas Antanas Aleksa
Zigmontas Antanas Aleksa-Angarietis, ur. 13 czerwca 1882 we wsi Obelupiai w guberni suwalskiej, zm. 22 kwietnia 1940 w Moskwie) – litewski komunista, radziecki polityk i działacz partyjny.

## Życiorys
Do 1904 studiował w Warszawskim Instytucie Weterynaryjnym, z którego został wydalony, w 1906 wstąpił do SDKPiL, od 1907 był członkiem jej KC. W 1909 aresztowany i skazany na 4 lata katorgi w więzieniu w Pskowie, w 1915 skazany na zesłanie do guberni jenisejskiej, 19 marca 1917 amnestionowany po rewolucji lutowej. Od marca 1917 był redaktorem gazety "Tiesa" (lit. Prawda), od 1917 członek Litewskiego Komitetu Rejonowego Piotrogrodzkiej Organizacji SDPRR(b) i członek Centralnego Biura Litewskich Sekcji przy KC SDPRR(b), od grudnia 1917 zastępca komisarza ds. litewskich Ludowego Komisarza ds. Narodowości Rosyjskiej Republiki Radzieckiej/RFSRR, od listopada 1918 do 4 marca 1919 członek KC KPL. Zasiadał w Wileńskiej Radzie Delegatów Robotniczych. Od 8 grudnia 1918 do 27 lutego 1919 ludowy komisarz spraw wewnętrznych Litewskiej SRR, od 27 lutego do 25 lipca 1919 ludowy komisarz spraw wewnętrznych Litewsko-Białoruskiej Socjalistycznej Republiki Rad, od 6 marca 1919 do 5 września 1920 członek KC Komunistycznej Partii Litwy i Białorusi, od 6 marca do 13 listopada 1919 członek Biura Politycznego KC tej partii. Od 3 września 1919 do 5 września 1920 członek Biura Nielegalnej Pracy KC Komunistycznej Partii Litwy i Białorusi, od 13 listopada 1919 do 18 stycznia 1920 zastępca członka Prezydium KC tej partii, 190-1923 sekretarz Zagranicznego Biura KC KPL, od września 1921 do listopada 1922 zastępca członka Komitetu Wykonawczego Kominternu. Od 1921 przedstawiciel KC Litwy w Komitecie Wykonawczym Kominternu, od 1923 członek Biura Politycznego KC KPL, od 1924 członek Międzynarodowej Komisji Kontrolnej Kominternu, w latach 1926-1935 sekretarz tej komisji, od 1935 kierował Sekcją Litewską Kominternu.
27 marca 1938 aresztowany, zmarł w moskiewskim więzieniu.